# Завада-Лянцкоронська
Завада-Лянцкоронська (пол. Zawada Lanckorońska) — село в Польщі, у гміні Заклічин Тарновського повіту Малопольського воєводства.
Населення — 320 осіб (2011).
У 1975-1998 роках село належало до Тарновського воєводства.

## Демографія
Демографічна структура станом на 31 березня 2011 року:
|          | Загалом | Допрацездатний вік | Працездатний вік | Постпрацездатний вік |
| -------- | ------- | ------------------ | ---------------- | -------------------- |
| Чоловіки | 166     | 33                 | 117              | 16                   |
| Жінки    | 154     | 34                 | 86               | 34                   |
| Разом    | 320     | 67                 | 203              | 50                   |